# 莫戈謝什蒂-錫雷特鄉
47°08′N 26°47′E / 47.133°N 26.783°E
莫戈謝什蒂-錫雷特鄉（羅馬尼亞語：Comuna Mogoșești-Siret, Iași），是羅馬尼亞的鄉份，位於該國東北部，由雅西縣負責管轄，面積39平方公里，海拔高度231米，2007年人口4,049，人口密度每平方公里104人。